# Heliconius insulanus
Heliconius insulanus är en fjärilsart som beskrevs av Hans Ferdinand Emil Julius Stichel 1909. Heliconius insulanus ingår i släktet Heliconius och familjen praktfjärilar. Inga underarter finns listade i Catalogue of Life.